# Smoking gun
Smoking gun è un dorama stagionale primaverile prodotto e mandato in onda da Fuji TV nel 2014; è tratto dalla serie manga " Smoking Gun Minkan Kasoken Sosain Nagareda En" creata da Tomohiro Yokomaku e Syuji Takeya e pubblicata per la prima volta nel 2012.

## Trama
Vengono narrate le avventure poliziesche del detective privato forense Enishi; mediante le sue  notevoli capacità investigative riesce a scoprire la verità e quindi a risolvere tutti quei casi civili che per la polizia sono rimasti avvolti nel mistero (tra cui adulteri, molestie e stalking). Egli lavora all'interno del suo laboratorio, ove utilizza le più moderne tecniche scientifiche, come il test del DNA, l'analisi comparata della scrittura e lo studio delle impronte digitali.

## Cast
- Shingo Katori - Nagareta Enishi
- Mariya Nishiuchi - Ishinomaki Sakurako
- Honami Suzuki - Chiyoda Maki
- Shōsuke Tanihara - Kashiwagi Natsuki
- Yūma Nakayama - Matsui Jotaro
- Tamae Ando - Komiyama Shoko
- Kokone Hamada - Chiyoda Kurumi
- Kana Kurashina - Nagatomo Emily
- Issey Ogata - Tasaka Shigeru
- Shunsuke Itō- ep5
- Yūsuke Yamamoto - ep6